# جامعة العلوم الطبية والتكنولوجيا

مأمون حُمِّيدة مؤسس ورئيس جامعة العلوم الطبية والتكنولوجيا

جامعة العلوم الطبية والتكنولوجيا (UMST) تُعرف أيضاً باسم جامعة مأمون حمِّيدة نسبةً لمؤسسها بروفيسور مأمون محمد علي حميدة، هي جامعة سودانية خاصة تأسست عام 1996م باسم أكاديمية العلوم الطبية والتكنولوجيا، وفي عام 2006م تم ترفيعها إلى جامعة. وتتخذ الجامعة من مدينة الرياض (السودان - ولاية الخرطوم) مقراً لها.

## الكليات
- كلية الطب: تمنح درجة البكالريوس في الطب والجراحة في خمس سنوات
- كلية الصيدلة: تمنح درجة البكالريوس في خمس سنوات
- كلية طب الأسنان: تمنح درجة البكالريوس في خمس سنوات
- كلية علوم المختبرات الطبية: تمنح درجة البكالريوس في أربع سنوات
- كلية علوم الاشعة: تمنح درجة البكالريوس (مرتبة الشرف) في أربع سنوات
- كلية علوم الحاسوب وتقنية المعلومات: تمنح درجة البكالريوس في أربع سنوات في ثلاثة تخصصات (نظم المعلومات، تقنية المعلومات وعلوم الحاسوب)
- كلية علوم التمريض:تمنح درجة البكالريوس في أربع سنوات
- كلية علوم التخدير: تمنح درجة البكالريوس في أربع سنوات
- كلية إدارة الأعمال: تمنح درجة البكالريوس في أربع سنوات
- كلية الدراسات الاقتصادية والاجتماعية والبيئية: تمنح درجة البكالريوس في أربع سنوات في أربعة تخصصات (الاقتصاد التطبيقي- العلاقات الدولية والدراسات الاستراتيجية -علم الاجتماع-الدراسات البيئية)
- كلية الإعلام: تمنح درجة البكالريوس في أربع سنوات في ثلاثى تخصصات (العلاقات العامة والاعلام- الراديو والتلفزيون - الصحافة والنشر)
- كلية القانون: تمنح درجة البكالريوس (مرتبة الشرف) في أربع سنوات [3]

## الاعتراف الدولي
تم الاعتراف بـUMST من قبل عدد من المنظمات والمؤسسات العربية والعالمية وهي:-
- وزارة التعليم العالي والبحث العلمي (السودان)
- منظمة الصحة العالمية
- المجلس الطبي العام من المملكة المتحدة
- اتحاد الجامعات العربية

## رؤساء الجامعة
- بروفيسور حسن الحاج علي[4]

## معلومات الوصول للجامعة
- صفحة الويب الموقع الرسمي للجامعة